# 撒切尔主义
撒切尔主义（英語：Thatcherism）是英国政治家玛格丽特·撒切尔的一套经济、社会、政策主张，也可描述她本人的行事风格。撒切尔夫人在1975年至1990年间任保守党党首，并在1979年至1990年擔任英国首相长達11年半。正如撒切尔夫人自己在1975年保守党大会上所说的，她抛弃了英国的“共识政策”，将自己称为“坚信的政治家”（Conviction politician）。撒切尔認為国家对经济不應过分干预，不受限制的市场资本主义带来最大效率，並實施一系列公共事业的私有化、去监管化、减税、取消汇率管制、打击工会力量、削减福利开支等措施。撒切尔主义至今仍對保守党的经济政策發揮影響力。

## 自由意志主义
撒切尔声称自己在创建一场自由意志主义运动，否定了以往的托利党主义。撒切尔主义在保守党内是与自由意志主义联系起来的，尽管这位自由意志主义者达成目标的方式是使用强硬手段或者是专制的领导。英国政治评论家安德鲁·玛尔说道自由意志主义“在撒切尔主义内，非官方的，占有主导地位”。他的一些继任者，如迈克尔·波蒂略（Michael Portillo）和艾伦·邓肯（Alan Duncan）延续了自由意志主义的成分，John Redwood则走向了更民粹主义的道路。
一些评论家也认为撒切尔主义不是自由意志主义的一种，因为撒切尔主义减少了工会的力量和地方自治权，有建立强大中央政府的倾向。英国学者Andrew Gamble认为撒切尔主义是“自由经济加强势政府”，西蒙·詹金斯指责撒切尔夫人在将英国“国家主义化”（nationalisation）。

## 大西洋主义

撒切尔夫妇与里根夫妇在白宫北门廊，1988年9月16日

撒切尔夫人主张与大西洋对岸的美国合作，在其任内下的英国与同时期里根治下的美国拥有高度一致的政策。如反对大政府、主张减税以及對抗蘇聯等。

## 经济

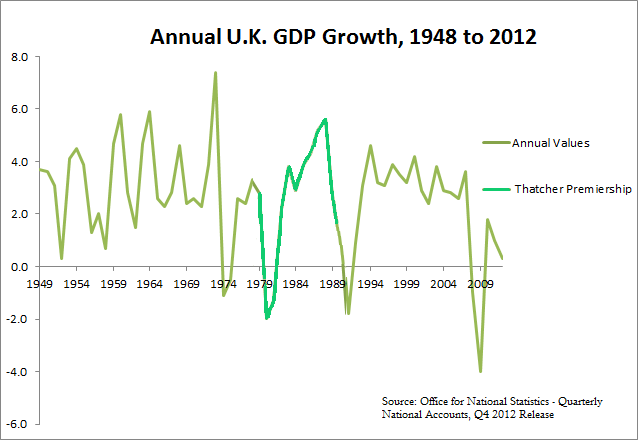
英国每年的GDP增长。其中高亮的1979-1990年区间，为撒切尔夫人执政时期，使得经济形势扭转。

撒切尔主义通常与经济学理论上的货币理论相结合。与以往的政府政策相对，货币主义强调控制通货膨胀而非控制失业。根据货币理论，通货膨胀是经济体中货币过量的结果，据此政府应当控制货币供给。然而，在1979年不仅仅是撒切尔夫人派支持对通胀加强控制；工党领袖丹尼士·希利已经接受了一些货币主义政策，比如削减公共开支以及销售英国石油公司中的政府股权。
然而，也有人说，撒切尔政府实际并不是严格意义上的货币主义者。

## 強硬對抗工会
撒切尔夫人上台后，逐步削弱及瓦解工会力量，阻止工會騎劫政府運作。其中引发的最大冲突是1984年至1985年因关闭矿井引发的英国煤矿工人大罢工，但最终以失败告终。一度被认为势力强大，曾在1974年领导罢工迫使保守黨的希思政府垮台的全国矿工联盟作为罢工领导者严重挫败。